# Walla! Communications Ltd
Walla! Communications Ltd (ивр. וואלה! תקשורת בע"מ‎) — частная израильская медиакомпания, управляющая сайтом интернет-издания «Walla!» Компания принадлежит компании The Jerusalem Post Group израильского медиабизнесмена Эли Азура.

## История
Интернет-портал «Walla!» был основан Эрезом Пилософом и Гади Хадаром в 1995 году в рамках компании Taltal Media Channels Ltd, созданной для оказания услуг информационной системе TVTEL. Вскоре после этого портал был приобретен компанией Mashov Computers Marketing, входившей в группу компаний Mashov. В 1998 году компания была представлена на Тель-Авивской фондовой бирже, сменив название на «Walla! Communications Ltd». В том же году она была приобретена компанией Formula Systems во главе с Даниэлем Гольдштейном, а в 2001 году объединилась с IOL, аналогичным сайтом, управляемым Haaretz Group (Гаарец предоставляла новостной контент).
В 2008 «Гаарец» объявила о намерении продать свой пакет акций компании, и в 2010 году «Безек» приобрела их за 88 миллионов шекелей.
В августе 2008 года компания Walla Communications приобрела примерно 34 % сайта социальной сети «мекушарим» за 4,55 миллиона шекелей, в марте 2009 года она приобрела ещё 36 % за 4,5 миллиона шекелей, увеличив тем самым свою долю в компании до 70 % (сайт «мекушарим» закрыт с 11 мая 2014).
В 2009 году Walla приобрела развлекательный сайт «Лила», на пике популярности которого команда фотографов «Лила» насчитывала 110 человек по всей стране; покупка обошлась примерно в 15 миллионов шекелей.
С тех пор как «Безек» приобрел акции компании, компания стала больше полагаться на персонал сайта, а также существенно модернизировала независимую систему новостей. В здании компании в Тель-Авиве были созданы независимые видеостудии, где записываются регулярные программы, транслируемые на сайте, а также ежедневный выпуск новостей.
В июле 2010 года Walla приобрела 75 процентов компании «Корал Тел», владеющей сайтом yad2 (крупнейший израильский портал по купле/продаже со вторых рук), а в ноябре 2013 года приобрела оставшуюся часть компании. В мае 2014 года компания продала все свои активы на веб-сайте Yad2 немецкому издателю Axel Springer на сумму около 800 миллионов шекелей в рамках сделки, которую возглавили генеральный директор компании Илан Йешуа и финансовый директор Гил Биньямини. Это была самая крупная покупка интернет-компании, работающей на израильском рынке.
В сентябре 2020 года «Безек» объявил о продаже «Валлы» «The Jerusalem Post», контролируемой Эли Азором, за 65 миллионов шекелей.
В апреле 2024 года начался ребрендинг сайта Walla, в ходе которого из логотипа был убран восклицательный знак, который сопровождал бренд на протяжении 30 лет.